# Dundaga kommun
Dundaga kommun (lettiska: Dundagas novads) var en kommun i Lettland. Den låg i Kurland, i den nordvästra delen av landet, 120 km nordväst om huvudstaden Riga. Antalet invånare var 4 878. Arean var 676 kvadratkilometer.
Följande samhällen fanns i Dundaga kommun:
- Dundaga
- Kolka

## Administrativ historik
Kommunen bildades 2009 genom en sammanslagning av Dundaga socken och Kolka socken.
2021 slogs kommunen samman med Talsi kommun.